# Vanda tricolor
Vanda tricolor là một loài phong lan có ở Lào và từ Java tới Bali.

## Hình ảnh

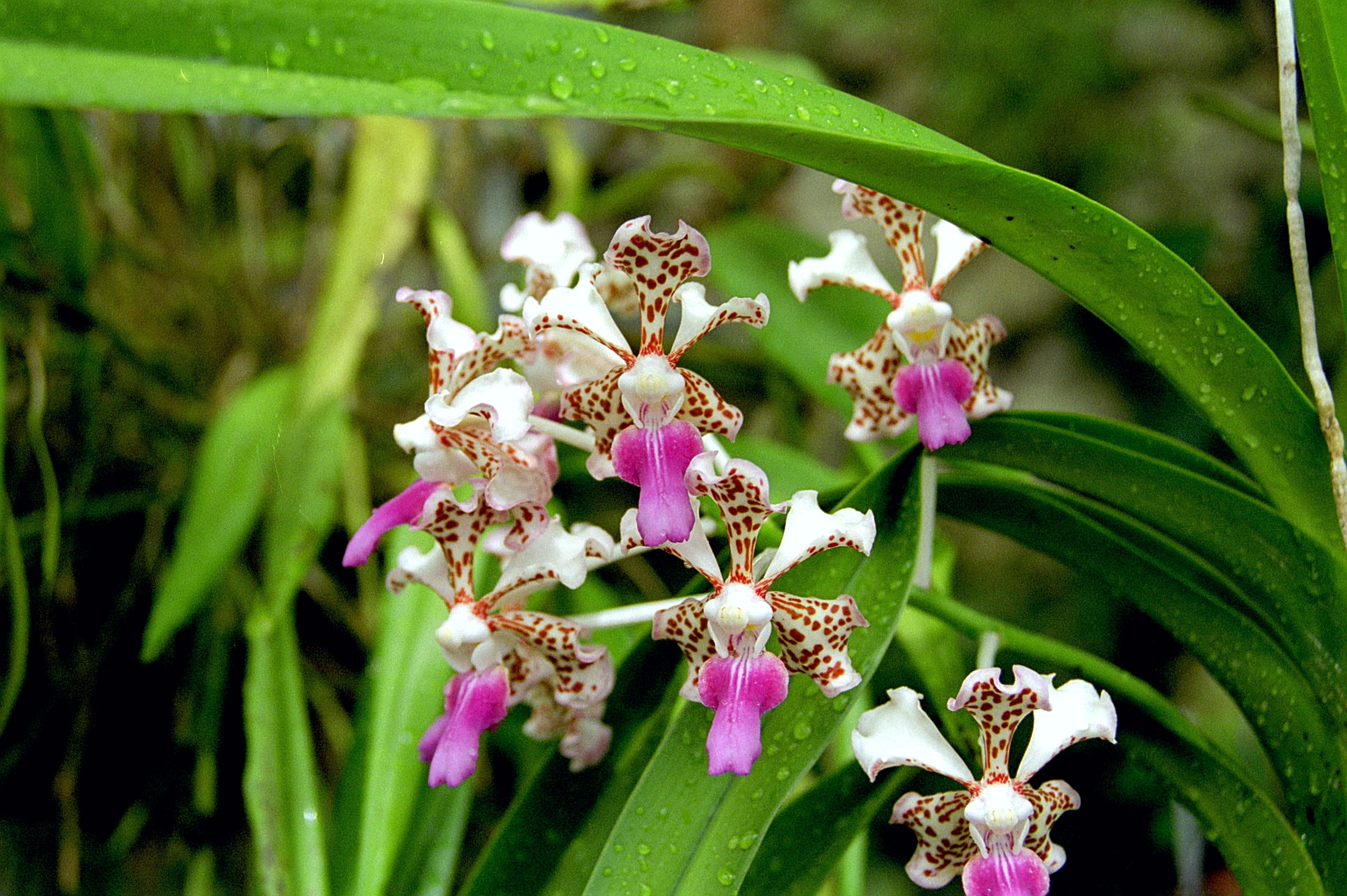
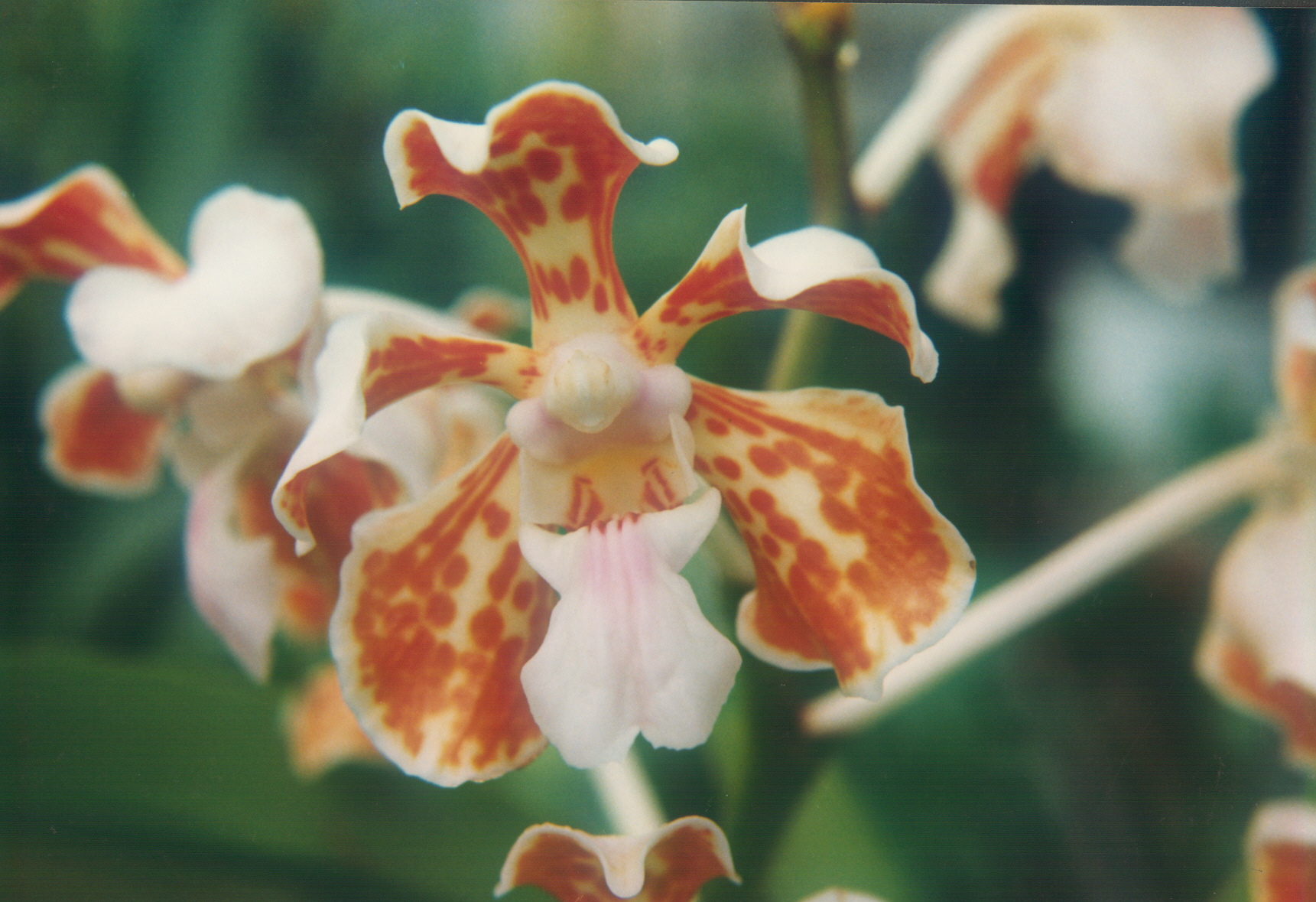
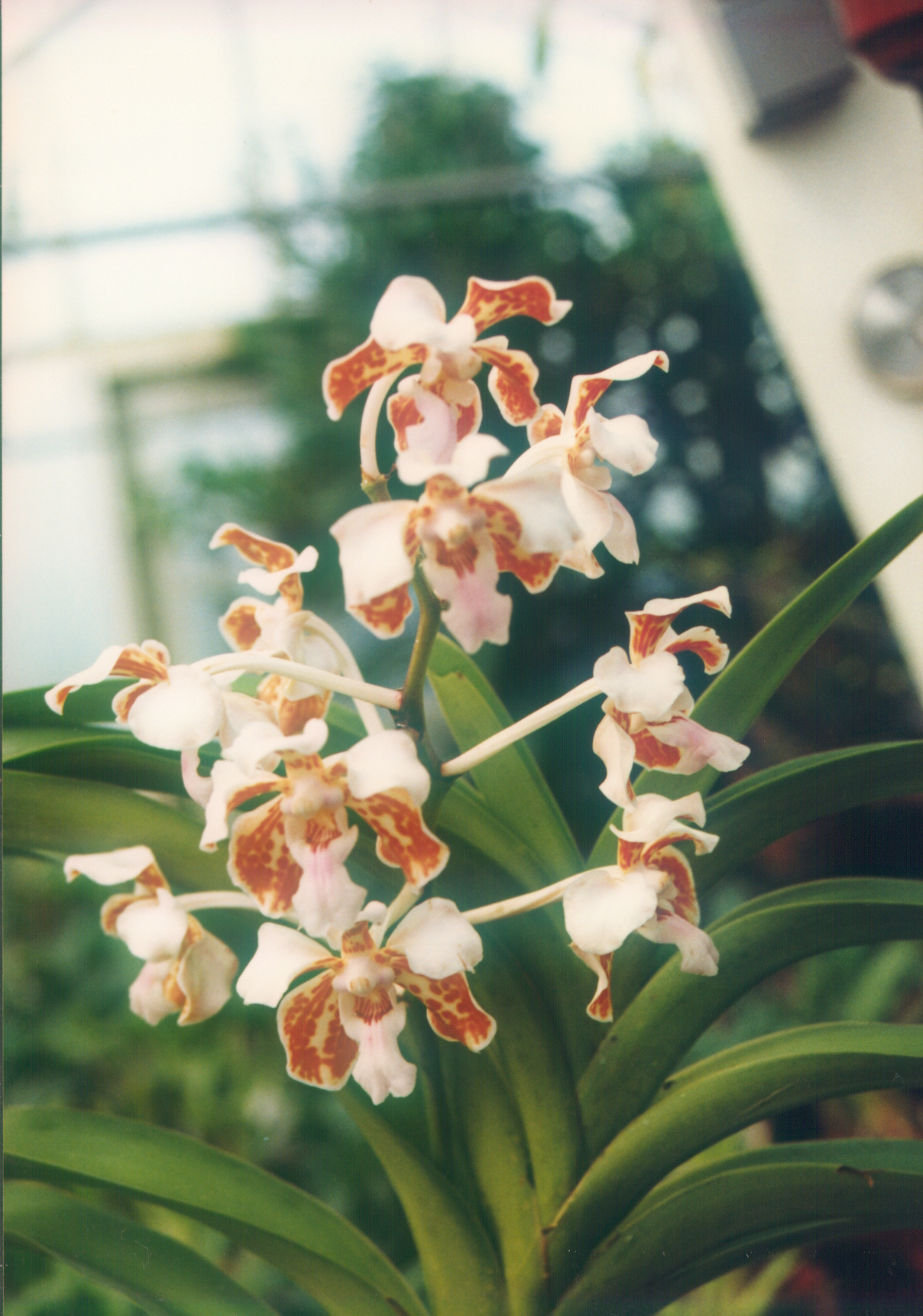
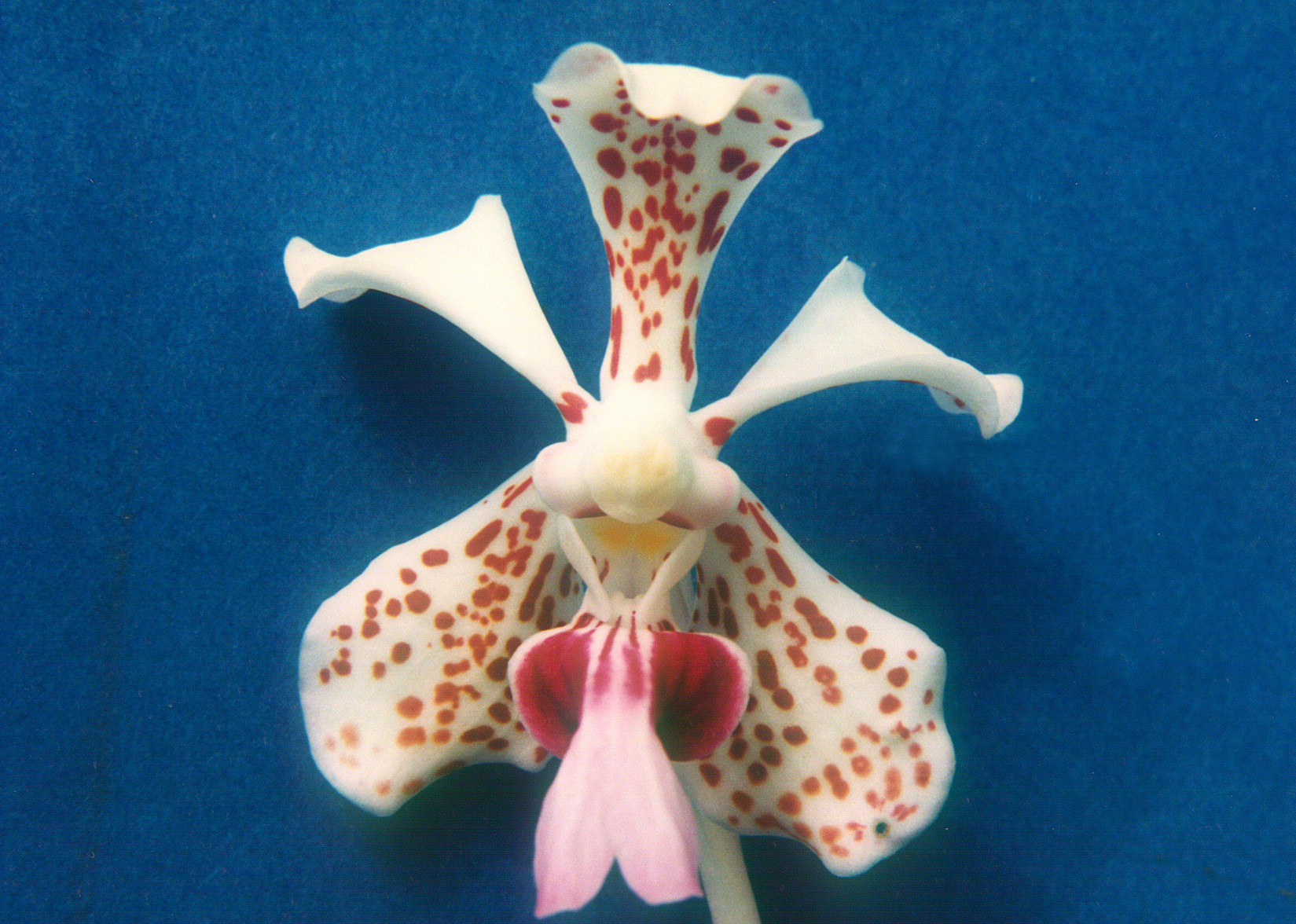